# Успак
Успак (норв. Uspak) — предводитель норвежской экспедиции на Гебриды и король Островов в 1230 году.
Успак, вероятно, был одним из сыновей Дугала, короля Гебридских островов и Аргайла. Долгое время он пробыл при дворе короля Норвегии Хокона IV, сюзерена королевства Островов, и, в отличие от своих братьев Дункана и Дугала Скрича, был сторонником пронорвежской ориентации.
В 1230 году Хокон IV снарядил флот из двенадцати кораблей для восстановления своей власти на Гебридах. Во главе экспедиции был поставлен Успак, которому Хокон присвоил титул короля Островов. На Оркнеях к флоту Успака присоединилось ещё около двадцати кораблей. Затем норвежцы отправились на юг, подчинили Макдугаллов Аргайла и, обогнув Кинтайр, высадились на острове Бьют, где осадили замок Ротсей. Эта крепость принадлежала Уолтеру Стюарту, лидеру англо-шотландского влияния на западном побережье. Ротсей был вскоре захвачен и разрушен, однако приближение армии Алана Галлоуэйского заставило норвежцев отступить. Успак неожиданно заболел и скончался (возможно, был ранен при осаде замка), а флот вернулся в Норвегию.
Экспедиция Успака была первой попыткой короля Хокона IV навести порядок на Гебридах, возродив единство королевства Островов, и установить власть Норвегии в регионе.